# Sex Madness
Sex Madness, ebenfalls veröffentlicht unter den Titeln Human Wreckage, They Must Be Told und Trial Marriage, ist ein US-amerikanischer Exploitationfilm von Dwain Esper aus dem Jahr 1938. Der Film soll ähnlich wie der Anti-Drogen-Film Reefer Madness Jugendliche und junge Erwachsene vor den Gefahren von Geschlechtskrankheiten, insbesondere Syphilis, warnen. Der Film ist Gemeingut und kann lizenzfrei aus dem Internet Archive heruntergeladen werden.
Wilde Partys, lesbische Liebe und vorehelicher Geschlechtsverkehr sind einige der Formen von „Wahnsinn“, die porträtiert werden. Der vorgeschobene erzieherische Aspekt des Films erlaubte es, Tabuthemen aufzugreifen, deren Darstellung durch den Hays Code von 1930 und die noch strengeren Restriktionen, die sich die Hollywood-Studios im Juli 1934 auferlegt hatten, verboten war.